# Plesiopidae
Plesiopidae är en familj av fiskar. Plesiopidae ingår i ordningen abborrartade fiskar (Perciformes). Enligt Catalogue of Life omfattar familjen Plesiopidae 49 arter.
Arterna förekommer i Indiska oceanen och västra Stilla havet. Huvudet kännetecknas av stora ögon och en stor mun. Stora arter når en längd upp till 20 cm.
Släkten enligt Catalogue of Life:
- Acanthoclinus
- Acanthoplesiops
- Assessor
- Beliops
- Belonepterygion
- Calloplesiops
- Fraudella
- Notograptus
- Paraplesiops
- Plesiops
- Steeneichthys
- Trachinops